# ミュージック・クバーナ
『ミュージック・クバーナ』（Música cubana）は、2004年の映画。日本では2006年に公開された。キューバ音楽をテーマにしている。

## 備考
ハイライトである東京でのライブは鶯谷の東京キネマ倶楽部で撮影（2003年2月）。前説は石田靖。